# Тильман, Карл Андреевич
Карл Андреевич (Генрих) Тильман (нем. Karl Heinrich Thielmann; 1802—1872) — немецкий медик, лейб-окулист, автор ряда трудов по медицине, тайный советник.

## Биография
Карл Тильман родился 7 декабря 1802 года в городе Николаи, в Верхней Силезии в небогатой семье. Изучал в Бреславльском университете сначала филологию, а затем медицину. Хотя он прослушал весь курс медицинского факультета, однако, вследствие неудачно окончившейся дуэли, вынужден был оставить университет в Бреславле ещё до сдачи им экзаменов с званием помощника хирурга. 
В 1827 году К. А. Тильман приехал в Санкт-Петербург и занял место домашнего учителя в семье лейб-окулиста доктора Лерхе, бывшего тогда директором Петербургского глазного госпиталя. Здесь Тильман получил возможность пополнить свое медицинское образование, причем он главным образом совершенствовался в лечении глазных болезней. 
В 1831 году Тильман представил в Императорский Дерптский университет удостоверение об окончании им всего курса медицинского факультета, выданное ему Бреславльским университетом, после чего допущен был к окончательным экзаменам из естественных наук, которые и выдержал с успехом. 
В 1832 году Карл Андреевич Тильман в Дерптском же университете получил степень доктора медицины за представленную им диссертацию: «Veterum opiniones de augiologi atque sanquinis motu inde ab antiquissimis temporibus usque ad Galenum ennaratae sive questio utrum sanguinis circulatio veteribus innobuerit nec ne?» (Dorpati 1832). 
По возвращении в российскую столицу К. А. Tильман был принят на службу морским врачом в одном из флотских экипажей. Здесь он приобрел славу хорошего окулиста удачным лечением эпидемии воспаления глаз, возникшей в том году в военных госпиталях столицы. Благодаря этому он приглашен был великим князем Михаилом Павловичем в качестве ординатора Ораниенбаумского морского госпиталя, в 1833 году. 
В 1837 году Карл Андреевич Тильман был переведён главным врачом Петропавловской больницы (в советское время — больница им. Ф. Ф. Эрисмана в составе 1-го Ленинградского медицинского института им. И. П. Павлова). Здесь он особенно усердно занимался лечением тифа и холеры. Наблюдения, которые Тильман делал при лечении тифа, и выводы, к которым он пришел, были изложены им в труде «Der Darmtyphus, beobachtet im Jahre 1840 im Peter-Paul Hospital zu Petersburg» (Лейпциг, 1841). Лечение холеры привело его к изобретению особых противохолерных капель, пользовавшихся значительной известностью. 
С 1844 года Тильман вместе с Максимильяном фон Гейне и Рудольфом Кребелем стал издавать газету «Medicinische Zeitung Russlands», которую он редактировал до 1860 года. В ней он напечатал до шестидесяти статей, главным образом по офтальмологии и частной патологии. В 1851 году К. Тильман получил звание лейб-окулиста.
Карл Андреевич Тильман скончался 14 (26) августа 1872 года в городе Санкт-Петербурге.